# С. Мена - С. Кроче - Франколиско - С. Андреја (Л'Аквила)
С. Мена - С. Кроче - Франколиско - С. Андреја (итал. S.Menna-S.Croce-Francolisco-S.Andrea) је насеље у Италији у округу Л'Аквила, региону Абруцо.
Према процени из 2011. у насељу је живело 238 становника. Насеље се налази на надморској висини од 907 м.